# Obana vagipennata
Obana vagipennata är en fjärilsart som beskrevs av Walker 1862. Obana vagipennata ingår i släktet Obana och familjen nattflyn. Inga underarter finns listade i Catalogue of Life.